# Bitwa pod Karkar (720 p.n.e.)
Bitwa pod Karkar – starcie zbrojne, które miało miejsce w roku 720 p.n.e. r. w trakcie walk Asyryjczyków z książętami Syrii.  
Po porażce w bitwie pod Der Sargon II wycofał się z resztkami swojej armii z ziem Babilonu, po czym zajął się wewnętrznymi sprawami we własnym kraju. Podjął działania przeciw Hamie oraz Gaza – oba te kraje odmówiły płacenia haraczu Asyryjczykom. Wspierani przez Egipt książęta zdecydowali się stawić czoła armii asyryjskiej w walnej bitwie, w okolicach Karkar (gdzie w roku 853 p.n.e. książęta syryjscy pokonali wojska Salmanasara III). Bitwę w 720 r. wygrał jednak zdecydowanie Sargon. Egipski generał Sibu zbiegł, księcia Gazy zakuto w łańcuchy i wywieziono do Aszur, natomiast księcia Hamy Jau-bi’diego obdarto żywcem ze skóry. Do niewoli Sargona dostało się 9000 ludzi, z których część wcielono do armii asyryjskiej.